# الخبر الأسبوعي (صحيفة)
الخبر الأسبوعي هي جريدة أسبوعيةجزائرية تهتم بالأخبار السياسية، الاقتصادية، الرياضية والدولية وهي فرع من فروع مجموعة "الخبر" للصحافة صاحبة جريدة الخبر، منذ يناير 2006 أصبحت الخبر الأسبوعي جريدة مستقلة، وهي شركة ذات مسؤولية محدودة برأس مال 100.000.00 دج، تقدم إضاءات حول أهم أحداث الأسبوع السياسية، وتضع تحت تصرف القارئ عددا من الملاحق.

## إدارة الصحيفة
- الرئيس الشرفي: عمر أوتيلان.
- المسير مسؤول النشر: عبد العزيز غرمول .
- مدير التحرير: كمال زايت.

## مجمع الخبر للصحافة
- جريدة الخبر :صحيفة يومية
- الخبر تسلية: أسبوعية مخصصة للألعاب،
- حوادث الخبر نصف شهرية مخصصة للحوادث،
- الخبر سات : نصف شهرية مخصصة لبرامج التلفزة.

## وصلات خارجية
- الموقع الرسمي لجريدة الخبر الأسبوعي.
- الأسبوعيات الجزائرية